# Manípul (ornament)
|  | Aquest article tracta sobre un ornament litúrgic. Si cerqueu la unitat de la legió romana, vegeu «Manípul». |

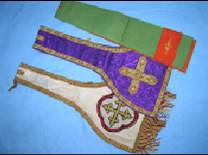
Alguns manípuls

El manípul és un ornament en forma de mocador o estola petita, que s'utilitzava a les cerimònies religioses. Es col·loca subjecte a l'avantbraç esquerre sobre la màniga de l'alba. En principi, el manípul va servir com mocador de mà i de cerimònia, però des del segle ix va passar a ser un pur ornament dels ministres consagrats, que es porta pendent del braç esquerre. El seu origen sembla trobar-se als mocadors d'etiqueta que ostentaven els romans a la mappa o mocador de cerimònia que portaven els cònsols en presidir els jocs públics per llançar-lo enmig com a senyal del seu començament.
La seva adopció a la litúrgia es remunta probablement al segle IV i hi ha referències certes que figurava des del segle VI a les mans dels diaques i des del XV a les dels sacerdots i sotsdiaques. De tenir forma de mocador més o menys quadrat com era al començament, va passar definitivament a la de cinta o tira amb apèndixs en els seus extrems des del segle xi. Originalment es realitzaven amb el mateix material que les estoles i les casulles i també s'havien confeccionat antigament amb tela de lli i llana, pel que també s'anomenava pannum linóstinum. A l'edat mitjana es va adornar amb brodats i serrells acabant a vegades amb campanetes igual com l'estola.
Amb les reformes litúrgiques impulsades pel Concili Vaticà II, l'ús de manípul va quedar exclòs de la litúrgia del ritu llatí ordinari. Tanmateix, en virtut del Motu Proprio Summorum Pontificum, del papa Benet XVI, que regula la litúrgia de ritu llatí extraordinària, nomenada popularment com "Missa Tridentina", el Manípul ha tornat a ser un objecte litúrgic en ús.